# Nullosetigera integer
Nullosetigera integer is een eenoogkreeftjessoort uit de familie van de Nullosetigeridae. De wetenschappelijke naam van de soort is voor het eerst geldig gepubliceerd in 1911 door Esterly.